# Narcisse de Gérone
Narcisse de Gérone est un évêque du IIIe siècle, espagnol originaire de Gérone (d'après le Flos Sanctorum), ou scythe de la Gothie du sud de la Suède - Westrogothie ou Ostrogothie - (d'après le Cronicón de Liberato). Toujours selon les sources, il devient prédicateur et visite avec son diacre Félix les Alpes, notamment les Grisons en Suisse, puis l'Allemagne. Il se fixe à Augsbourg, où il convertit la prostituée Afre et d'autres femmes de même condition. Enfin il part pour Gérone, ou revient dans sa ville natale, où il est martyrisé avec son diacre sur le lieu actuel de l'église Saint-Félix. La date de leur exécution est liée à celle de saint Narcisse de Jérusalem, soit le 29 octobre, jour de sa fête. 

## Évêque et martyr
Narcisse de Gérone est arrivé avec son diacre Félix à Augsbourg, où il s'établit comme évêque. Là, il rencontra sainte Afre. La légende raconte que lorsqu'il chercha un logement, il frappa à sa porte, alors qu'elle était prostituée païenne. Accueillis tous deux, ils ont passé la nuit à converser et Afre et ses servantes (Digne, Eunomie et Eutropie) acceptèrent de se convertir au christianisme. Le lendemain, cependant, le préfet romain, fort mécontent du fait, ordonna qu'Afre soit brûlée vive sur les rives de la rivière Lech à titre d'exemple.  
À son retour d'Augsbourg fin 304, où il était depuis neuf ans, Narcisse s'installa à Gérone, également comme évêque. Moins de trois ans plus tard, il a été tué, avec le diacre Félix, par un groupe de païens qui les ont attaqués.

## Le miracle des mouches
Narcisse est connu pour le miracle des mouches qui constituent également son attribut iconographique. En 1286, pendant le siège de Gérone par les troupes de Philippe II de Bourgogne, une multitude de mouches sortant du tombeau du saint attaqua les soldats bourguignons qui voulaient profaner son sépulcre et les fit fuir de la ville.
Cet épisode de la légende des mouches a été illustré par une toile du peintre catalan Antoni Viladomat (ca) au XVIIIe siècle, située dans la chapelle Saint André de la cathédrale Sainte-Marie de Gérone. Il en existe aussi une autre composée au XVIe siècle par le Maître de Saint Narcisse et visible à la cathédrale de Valence.  

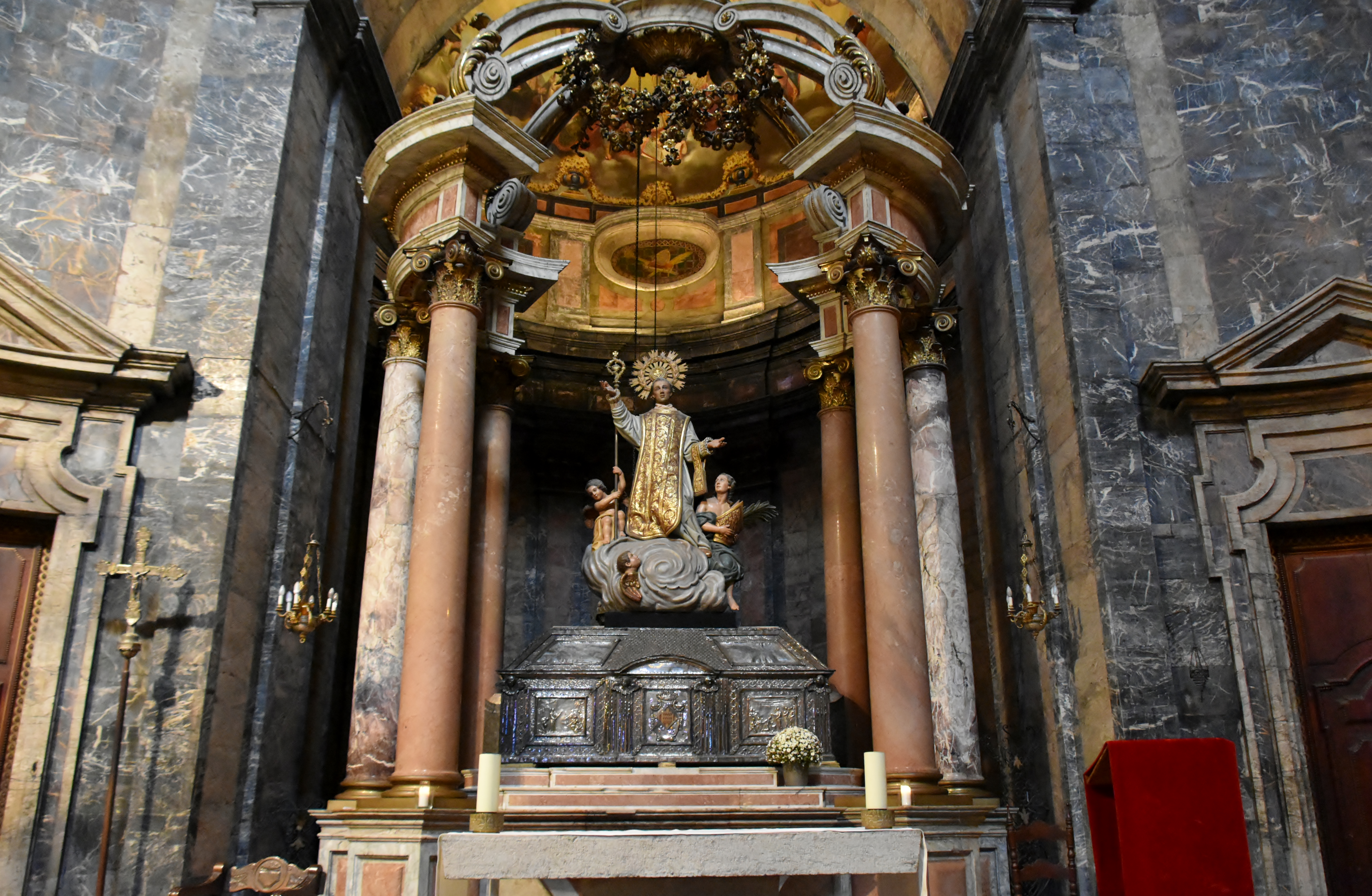
Sépulture de saint Narcisse dans la chapelle éponyme de la basilique Saint-Félix de Gérone.

## Sépulture
L'ancien tombeau du saint a été conservé, il est l'œuvre de Jean de Tournai (es) réalisé en 1328, avec des reliefs gothiques en albâtre. Celui-ci remplaçait le tombeau dit des mouches qui avait été brisé par des Français en 1285. En 1782, l'évêque Thomas de Lorenzana fit construire une nouvelle chapelle dédiée au saint, où il installa un reliquaire en argent dans lequel il déposa son corps le 2 septembre 1792. 
Durant la guerre civile espagnole, en août 1936, un examen officiel de ses restes a eu lieu, et son corps a été déclaré incorruptible. 

## Sources
Cet article comprend des extraits du Dictionnaire Bouillet. Il est possible de supprimer cette indication, si le texte reflète le savoir actuel sur ce thème, si les sources sont citées, s'il satisfait aux exigences linguistiques actuelles et s'il ne contient pas de propos qui vont à l'encontre des règles de neutralité de Wikipédia.